# Fuerza de reacción rápida

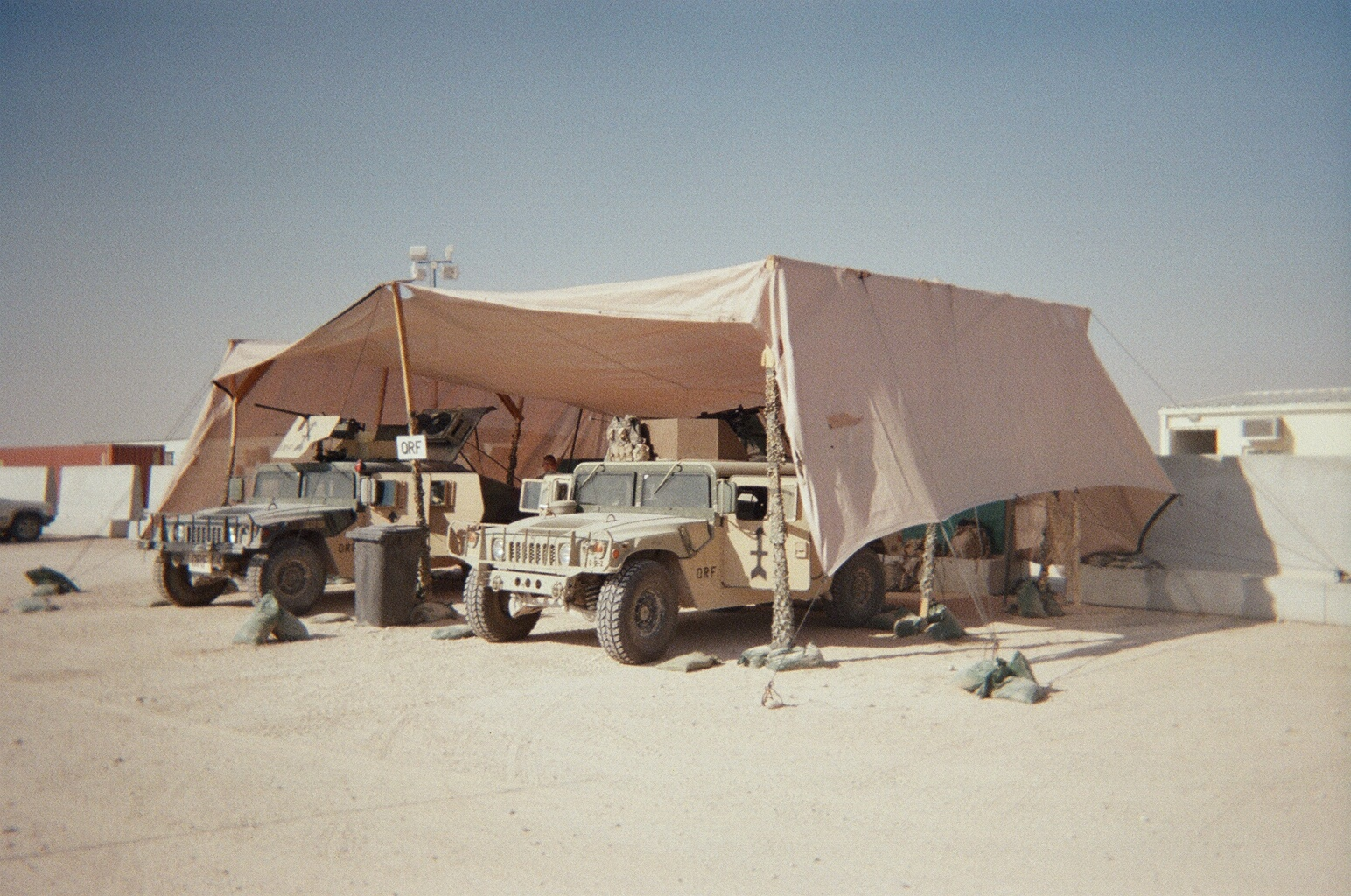
Un área de preparación de la Fuerza de Reacción Rápida del Ejército de EE. UU. En Camp Buehring, Kuwait, circa 2005.

En la nomenclatura de la ciencia militar, una Fuerza de Reacción Rápida (FRR) (o por sus siglas en inglés QRF, Quick Reaction Force) es una unidad militar armada capaz de responder rápidamente a situaciones en desarrollo, típicamente para ayudar a las unidades aliadas que necesitan dicha asistencia. Deben tener equipos listos para responder a cualquier tipo de emergencia, generalmente dentro de los diez minutos o menos, pero eso se basa en los procedimientos operativos estándar de la unidad (POE). Las unidades de caballería del ejército se presentan con frecuencia como fuerzas de reacción rápida, con una misión principal de seguridad y reconocimiento. Generalmente son del tamaño de un pelotón en las armas de combate de las Fuerzas estadounidenses. 

## Historia
El FRR es una reserva militar moderna y pertenece directamente al comandante de la unidad a partir de la cual se creó. Dependiendo del tamaño de la unidad y los protocolos, el comandante puede ser la única persona autorizada para controlar el FRR, o puede delegar esta responsabilidad a una o más personas adicionales. Los FRR se encuentran comúnmente en las fuerzas de tareas de nivel de batallón de maniobras y superiores, además de muchas bases operativas que tienen su propio FRR dedicado para reaccionar a las amenazas en la base o inmediatamente alrededor de ella. 
El nivel de preparación del FRR se basa en los POE de la unidad. Dado que mantener un nivel de preparación de una fracción de segundo está agotando el equipo, el combustible y el personal, el FRR se coloca en función de la probabilidad de ser llamado. Durante conflictos de alta intensidad, el FRR puede verse obligado a mantener ese nivel de preparación en una fracción de segundo y tener a todos los miembros en sus vehículos con los motores en funcionamiento. Sin embargo, durante un conflicto de baja intensidad, cuando el despliegue es menos probable y se puede predecir más fácilmente, el comando establece qué tan rápido debe ser capaz de reaccionar el FRR, que puede ir desde camiones y personal en una ubicación central con las tropas girando fuera de los camiones a los vehículos simplemente se colocaron cerca de un área de la unidad, con todo el personal permaneciendo lo suficientemente cerca para un retiro rápido. La velocidad a la que se espera que reaccione un FRR se define por su condición de preparación, o nivel REDCON. 
La misión de un FRR puede variar ampliamente, ya que se utilizan para responder a cualquier amenaza que el comandante decida emplear. Un FRR del Ejército de los EE. UU. Consta de un número variable de camiones, generalmente una mezcla de HMMWV blindados M1151 y, desde su introducción, MRAP. Dependiendo del requisito de la misión, se pueden unir unidades adicionales a un pelotón orgánico para ampliar sus capacidades. Los ejemplos incluyen unir equipos de eliminación de artefactos explosivos (EAE) a un FRR que responde a bombas o amenazas similares, y activos de recuperación de vehículos a un FRR que se espera que recupere camiones dañados.
El empleo de unidades caninas para rastro, seguimiento y búsqueda complementando las operaciones.